# Lagerstroemia noei
Lagerstroemia noei är en fackelblomsväxtart som beskrevs av William Grant Craib. Lagerstroemia noei ingår i släktet Lagerstroemia och familjen fackelblomsväxter. Inga underarter finns listade i Catalogue of Life.